# Пельпор (станция метро)
Пельпор (фр. Pelleport) — станция линии 3bis Парижского метрополитена, расположенная в XX округе Парижа. Названа по рю Пельпор, получившей своё имя в честь французского генерала Пьера Пельпора.

## История
- Станция открыта 27 ноября 1921 года в составе пускового участка Гамбетта — Порт-де-Лила, входившего на тот момент в состав линии 3, но 27 марта 1971 года вычлененного в самостоятельную линию 3bis.
- Пассажиропоток по станции по входу в 2011 году, по данным RATP, составил 364 642 человека[2]. В 2013 году этот показатель вырос до 386 605 пассажиров[3], однако при этом станция остаётся одной из наименее загруженных в Парижском метро: в 2011 году она по этому показателю занимала второе место с конца (самой малозагруженной являлась станция Эглиз д'Отёй), а в 2013 году между ними расположилась станция Пре-Сен-Жерве.

## Путевое развитие
К югу от станции располагается противошёрстный съезд.